# Белушя Губа
Белушя Губа (на руски: Белу́шья Губа́) е селище от градски тип, разположено на остров Нова земя в Архангелска област, Русия. Селището е административен център и най-голямото населено място на острова.
Има население от 1972 души (към 2010 г.), което представлява 96% от цялото население на Нова земя. Градът се намира на около 9 km югозападно от въздушната база Рогачево. Голяма част от населението е съставено от военен персонал, който е работил за ядрените тестове, извършвани на острова.
Пристанището на града е разположено в зона с топли океански течения, което позволява плаването на големи кораби, без да има нужда от ледоразбиване. През най-суровите зими водата около Белушя Губа може да замръзне и да се получи лед с дебелина от 1 метър. Дълбочината на водата около града е от 30 – 50 метра, а в пристанището – от 10 – 30 m. Това прави Белуша Губа подходящо място да се построи голямо пристанище.

## История
Градът е основан на 17 септември 1954 г. Още същата година на острова са проведени първите ядрени опити.

## Население
Населението на Белушя Губа през 2010 г. е било 1972 души (сравнено с 2622 души през 2002 г.), от които 74,1% са били мъже и 25,9% – жени. Мъжете, живеещи в града, са предимно специализирани като военни техници и строители.

## Топографски карти
- Лист от карта R-39-V,VI Белушья Губа. Мащаб: 1 : 200 000. Състояние на местността към 1980 год. Издание 1987 г.